# Hełmówka białopierścieniowa

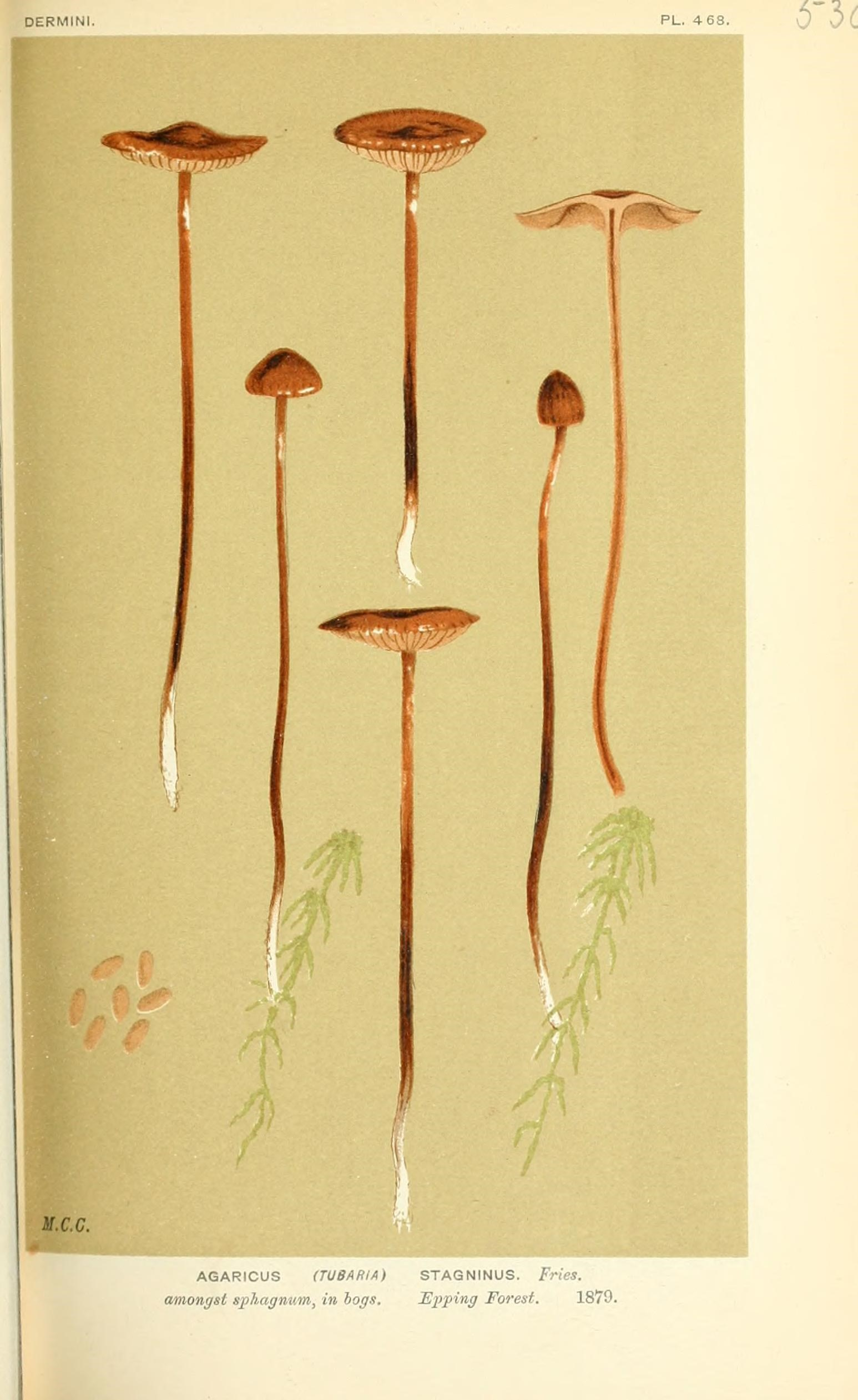

Hełmówka białopierścieniowa (Galerina stagnina (Fr.) Kühner) – gatunek grzybów należący do rodziny podziemniczkowatych (Hymenogastraceae).

## Systematyka i nazewnictwo
Pozycja w klasyfikacji według Index Fungorum: Galerina, Hymenogastraceae, Agaricales, Agaricomycetidae, Agaricomycetes, Agaricomycotina, Basidiomycota, Fungi.
Po raz pierwszy takson ten zdiagnozował w 1821 roku Elias Fries, nadając mu nazwę Agaricus stagninus. Obecną, uznaną przez Index Fungorum nazwę, nadał mu w 1935 roku Robert Kühner. Synonimów ma ok. 20. Niektóre z nich:

- Galera stagnina var. pallida J. Favre 1955
- Galerina stagnina var. pallida (J. Favre) A.H. Sm. & Singer 1964
- Galerina stagnina var. zetlandica (P.D. Orton) A.H. Sm. & Singer 1964
- Galerina stagninoides (P.D. Orton) A.H. Sm. & Singer 1964
- Galerina zetlandica (P.D. Orton) Bon 1990
- Naucoria stagnina (Fr.) P.D. Orton 1960
- Naucoria stagninoides P.D. Orton 1960
- Naucoria zetlandica P.D. Orton 1960
- Phaeogalera pallida (J. Favre) Kühner 1973
- Phaeogalera stagnina (Fr.) Pegler & T.W.K. Young 1975
- Phaeogalera stagnina (Fr.) Kühner 1973
- Phaeogalera stagninoides (P.D. Orton) Pegler & T.W.K. Young 1975
- Phaeogalera zetlandica (P.D. Orton) Pegler & T.W.K. Young 1975
- Psilocybe stagnina (Fr.) M. Lange 1957

Nazwę polską zaproponował Władysław Wojewoda w 2003 r.

## Morfologia
Kapelusz
O średnicy 10–25 mm, początkowo tępostożkowaty, często przechodzący w półkulisty lub wypukły, ostatecznie płaski lub z zagłębionym środkiem i uniesionym brzegiem. Powierzchnia naga, lekko lepka, ale skórka nie daje się oddzielić, zwykle z kilkoma białymi, kłaczkowatymi resztkami osłony wzdłuż brzegu. Młode okazy higrofaniczne; w stanie wilgotnym rdzawe i półprzezroczyście prążkowane, po wyschnięciu blaknące, gliniaste lub brudnożółte i nieprzeźroczyste.
Blaszki
Szeroko przyrośnięto-zbiegające, rzadkie do gęstych, umiarkowanie szerokie (przy trzonie o szerokośći 3–6 mm), cynamonowobrązowe, ciemniejące z wiekiem, Krawędzie równe i blade.
Trzon
Wysokość 55–150 mm, grubość 2–4 mm, cylindryczny, kruchy, często falisty, w kolorze kapelusza lub ciemniejszy, kasztanowobrązowy, często ciemniejszy u podstawy, w pobliżu wierzchołka zwykle ochrowobrązowy, podstawa biaława i watowata, wierzchołek oprószony, dolna połowa z rozproszonymi włókienkami lub plamami resztek osłony, czasami z białawą pierścieniową strefą.
Miąższ
Cienki i kruchy, w kolorze powierzchni lub nieco bledszy. Smak i zapach niewyraźny.
Cechy mikroskopowe
Zarodniki 12,5–16(–18) × 8–10,5 μm, w KOH brązowawe, w widoku z przodu jajowate, w widoku z boku eliptyczne lub z linią brzuszną lekko spłaszczoną, niektóre z lekkim wgłębieniem nad hilum, z wyraźną wierzchołkową porą rostkową widoczną w oleju, sporadycznie zarodniki z porą boczną. Podstawki 28–35 × 7–11 μm, 4-zarodnikowe, ale zdarzają się 2-zarodnikowe, lekko wystające podczas sporulacji. Pleurocystyd brak. Cheilocystydy liczne, 30–80 × 24 × 6–12 μm, wąsko wybrzuszone u nasady i równomiernie zwężające się do prawie ostrego lub nieco główkowatego wierzchołka, szyjka wygięta u niektórych, w KOH bezbarwna i cienkościenna lub z lekkim refrakcyjnym zgrubieniem w lub w pobliżu wierzchołka. Strzępki blaszek równoległe, przechodzące w splątane, w KOH jasnobrązowe, inkrustowane pigmentem. Trama kapelusza jednorodna pod cienką, nieżelatynową błonką bezbarwną do żółtawej, zbudowana ze strzępek o średnicy 5–7 μm. Sprzążki obecne.

## Występowanie i siedlisko
W piśmiennictwie naukowym na terenie Polski do 2003 r. podano dwa stanowiska (Łeba 1955 i Białowieski Park Narodowy 1992), w późniejszych latach podano następne. Rozprzestrzenienie w Polsce i stopień zagrożenia nie są znane. Znajduje się na listach gatunków zagrożonych w Niemczech, Danii i Holandii.
Naziemny saprotrof. Rośnie wśród mchów w lasach sosnowych, na wilgotnych, porośniętych mchem korytach strumieni, często wśród torfowców okazałych Sphagnum riparium.